# Умняшкін Дмитро Якович
Дмитро Якович Умняшкін (14 жовтня 1906, село Пітеліно, тепер Рязанської області, Російська Федерація — ?) — радянський державний діяч, голова виконавчого комітету Приморської крайової ради. Депутат Верховної Ради СРСР 4-го скликання.

## Життєпис
Член ВКП(б) з 1927 року.
Перебував на відповідальній радянській і партійній роботі.
До 1952 року — секретар Приморського крайового комітету ВКП(б).
У жовтні 1952 — 13 квітня 1957 року — голова виконавчого комітету Приморської крайової ради депутатів трудящих.
Подальша доля невідома.

## Нагороди
- орден Вітчизняної війни І ст. (22.02.1946)
- орден Трудового Червоного Прапора (27.10.1956)
- медаль «За перемогу над Німеччиною у Великій Вітчизняній війні 1941—1945 рр.»
- медаль «За перемогу над Японією»
- медалі